# 6 км (роз'їзд)
6 кілометр — залізничний роз'їзд Криворізької дирекції Придніпровської залізниці на лінії 116 км — Інгулець між станціями Кривий Ріг-Західний (6 км) та Інгулець (22 км). Розташований біля в'їзду на танкодром у Криворізькому районі Дніпропетровської області.

## Пасажирське сполучення
На Платформі 6 км двічі на добу зупиняються приміські поїзди сполученням Кривий Ріг — Інгулець.